# 금괴화가집
긴카이와카슈(金槐和歌集, きんかいわかしゅう)는 일본 가마쿠라 시대(鎌倉時代) 전기의 쇼군(將軍) 미나모토노 사네토모(源実朝)가 지은 사가집(私家集)이다. 줄여서 긴카이슈(金槐集)으로도 불린다.
성립 시기는 쇼군 사네토모가 교토의 후지와라노 사다이에(藤原定家)로부터 《만요슈》(万葉集)를 선물받은 겐랴쿠(建暦) 3년(1213년) 12월 18일경으로 보는 설이 유력하다. 제목의 「금」(金)은 막부가 위치해 있던 가마쿠라(鎌倉)의 겸(鎌)에서 한 획을 따왔고, 「괴」(槐)는 대신(大臣)의 당풍(唐風) 명칭인 괴문(槐門)을 가리키는 것으로, 다른 이름으로는 가마쿠라 우대신 가집(鎌倉右大臣家集)으로도 불린다. 다만 사네토모의 대납언(大納言)나 대신(大臣) 임명은 겐포(建保) 6년(1218년)으로 5년 뒤의 일이다.
전1권으로 1929년(쇼와 4년)에 사사키 노부쓰나(佐佐木信綱)에 의해 발견된 사다이에 전수본(定家所伝本)과 에도 시대인 조쿄(貞享) 4년(1687년)에 간행된 조쿄본(貞享本) 두 가지 판본이 있다. 전자는 663수, 후자는 719수의 와카가 수록되어 있으며, 사다이에 전수본의 경우 사네토모 본인이 엮었다는 설과 다른 사람(사다이에)이 엮었다는 설, 두 가지 설이 있으나 미상이다. 조쿄본도 오서(奥書)에 「류영아괴」(柳營亞槐)라고 개편되어 있는데 「류영아괴」(세이이타이쇼군과 대납언)이 누구를 가리키는 것인가에 대해서는 여러 설이 나뉜다.
에도 시대의 국학자 가모 마부치(賀茂真淵)에게 호평받은 이후 만요조(万葉調)를 따르는 가인(歌人)으로써 알려진 미나모토노 사네토모의 가집이지만, 실제로 작중 만엽조로 지은 노래는 적고 고킨조(古今調) ・ 신고킨조(新古今調)에서 따온 형식의 와카가 주를 이룬다.
가집은 「춘」, 「하」, 「추」, 「동」의 4부(部)로 구성된 상권, 「연지부」(恋之部)인 중권, 「잡부」(雜部)인 하권으로 구성되어 있다. 만요슈풍의 만요조(万葉調)로 젊은 감정을 힘차게 읊은 사실적, 사상적 와카는 주로 하권에 많이 실려 있다.
예：(번호는 조쿄본에 따른 것)
- 신이든 부처든 이 세상/사람의 마음에서 나온 것이거늘(神といひ佛といふも世中の ひとのこころのほかのものかは) - 「마음의 마음을 읽다」(心の心をよめる), 제654수.
- 산이 무너지고 바닷물이 마르는 세상이라도/님에게 두 마음을 내 어이 품을소냐(山はさけ海はあせなむ世なりとも 君にふた心わがあらめらも) - 태상천황의 정2위 승서에 하례하는 노래, 제679수
- 넓은 바다도 해변으로 돌아오면/갈라지고 부서지고 찢기며 흩어지는 것인가(大海の磯もとどろに寄する波 われて砕けて裂けて散るかも) - 제697수
- 때에 따라서 지나치면 백성의 한탄거리요/팔대용왕이시여 비를 멈춰 주소서(時により過ぐれば民のなげきなり八大龍王雨やめたまへ) - 겐랴쿠 원년 7월 홍수 피해로 수재를 겪었을 천지의 백성을 근심하며 읊었다고 알려진 노래. 제719수

한편 아쿠타가와 류노스케는 《긴카이와카슈》의 저자 미나모토노 사네토모를 두고 「정치가로써는 성공하지 못했어도 예술가로써는 훌륭한 성공을 거두었다」고 평가하기도 했다. 《긴카이와카슈》에는 사네토모의 독자적인 세계가 그려져 있어 높은 평가를 받고 있다.

## 참고 문헌
- 민병훈 저 《한 권으로 읽는 일본문학사》 한국학술정보, 2013

## 같이 보기
- 와카